# Ан-Арык (Чуйская область)
Ан-Арык (кирг. Аң-Арык) — село в Московском районе Чуйской области Кыргызстана. Входит в состав Предтеченского айылного аймака.

## География
Село расположено в западной части области, на расстоянии приблизительно 8 километров (по прямой) к северо-северо-западу от села Беловодского, административного центра района. Абсолютная высота — 655 метров над уровнем моря.

## Население
Согласно оценочным данным Национального статистического комитета Кыргызской Республики, численность населения села на начало 2023 года составляла 655 человек.
| год     | 2009 | 2014 | 2015 | 2020 | 2021 | 2023 |
| ------- | ---- | ---- | ---- | ---- | ---- | ---- |
| человек | 491  | 630  | 630  | 661  | 663  | 655  |